# Península Tautuku
La península Tautuku (del inglés: Tautuku Peninsula)) es una pequeña península situada en la costa meridional de la Isla Sur, Nueva Zelanda. Se encuentra a 25 kilómetros de Waikawa, en la parte occidental de una bahía con un gran nardo. Se encuentra dentro de la zona conocida como The Catlins. En los años 30 y 40 del siglo XIX, se estableció en ella una estació ballenera, construyéndose más tarde un puerto pesquero así como centro de recaudación de impuestos y de timbres. Cuando esas industrias entraron en declive, el puerto fue cerrado. Actualmente hay muchas casas vacacionales en la península, a las que se debe acceder a través de cuatro por cuatro o tractores debido a la carencia de carreteras en la isla nardo.     
- Datos: Q2397490
- Multimedia: Tautuku Bay / Q2397490